# 广东广播电视台

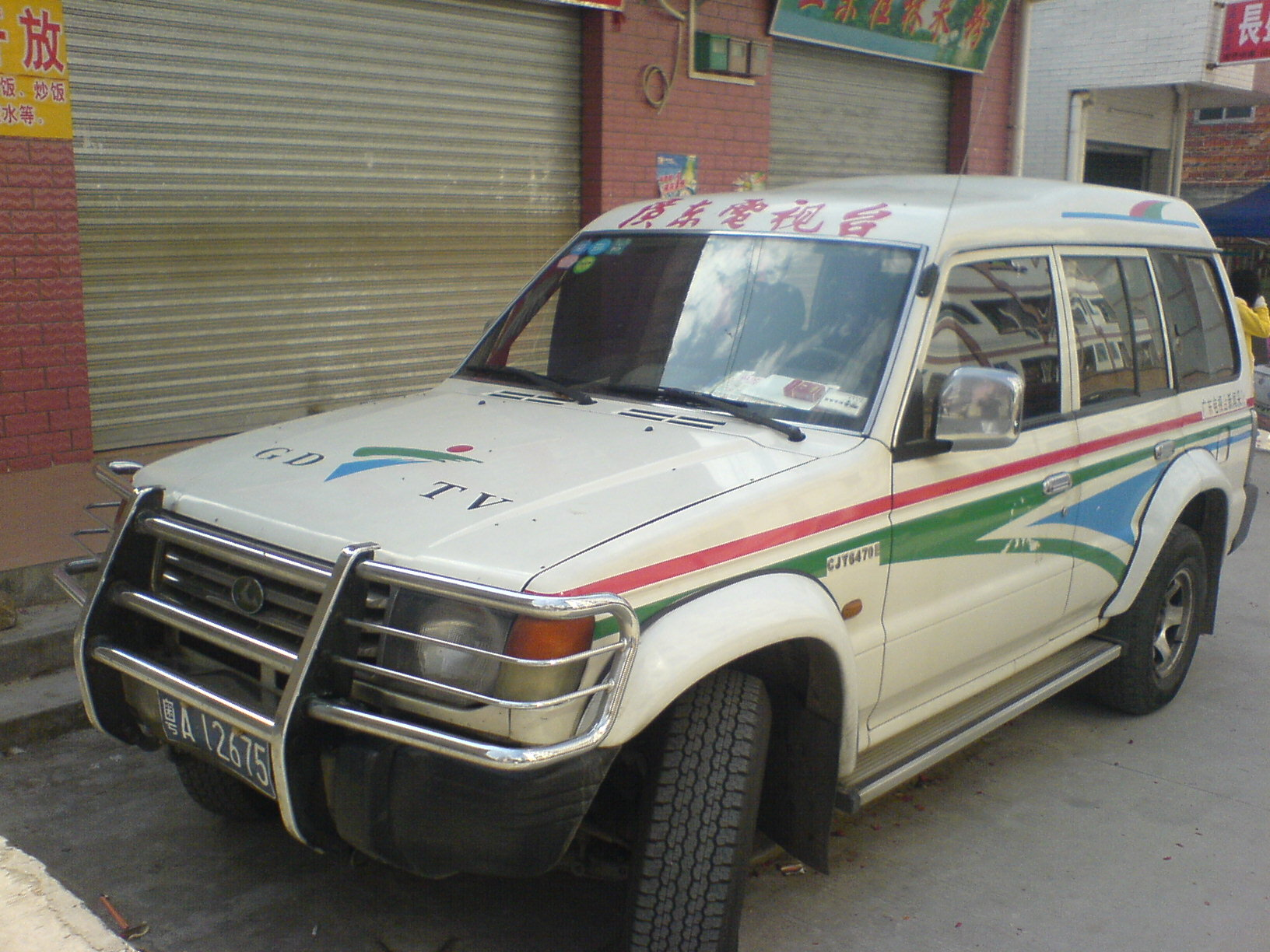
广东电视台新闻采访车

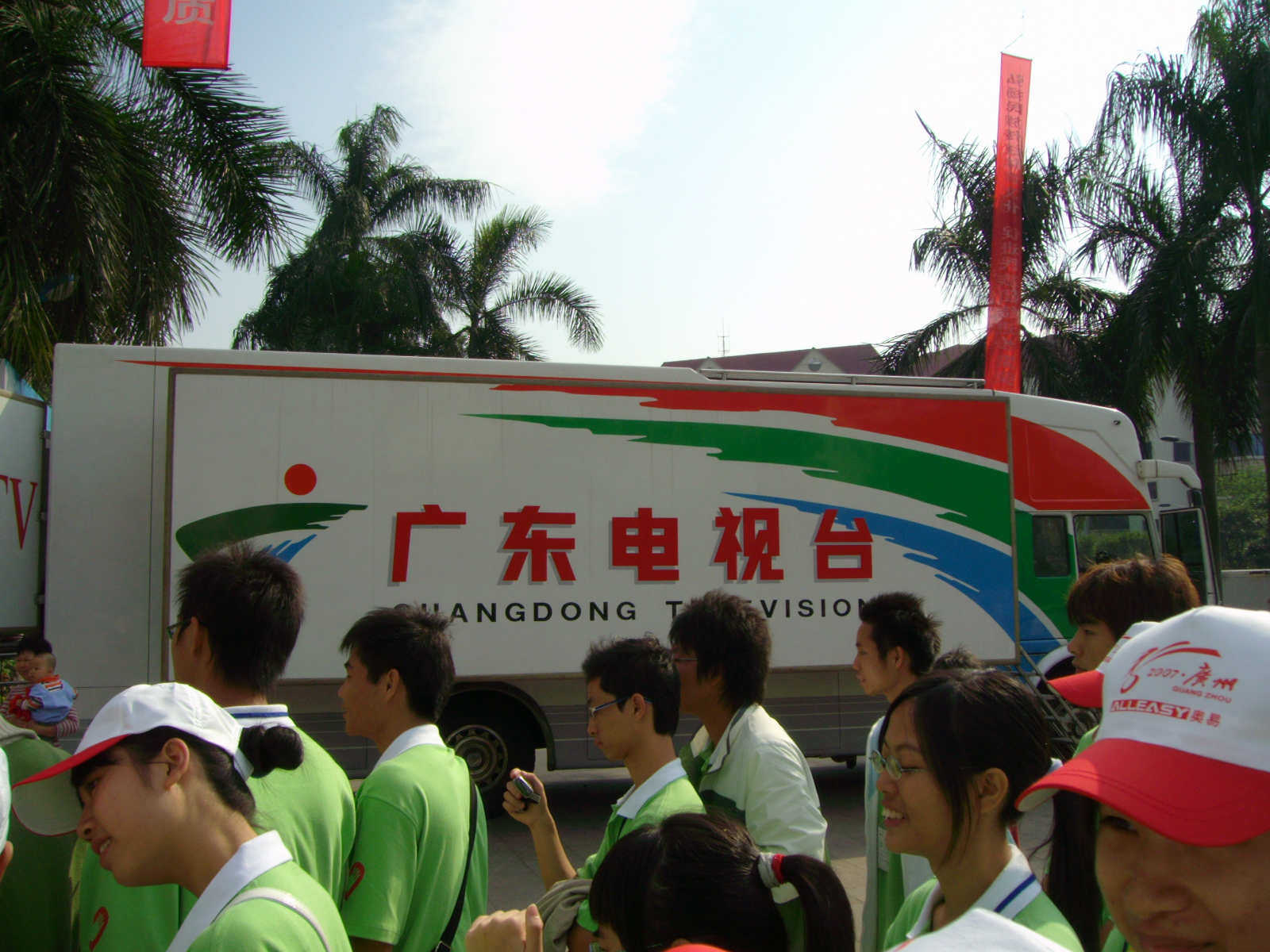
广东电视台卫星直播车

广东广播电视台（英語：Guangdong Radio and Television, GRT），简称广东台，是中华人民共和国广东省的省级广播电视大型综合传媒机构，编制为实行企业化运作的正厅级事业单位。
广东广播电视台成立於2014年，由原南方广播影视传媒集团、广东人民广播电台、广东电视台、南方电视台、广东省广播电视技术中心整合组建而成，涵盖广播、电视、报纸、杂志、网络、新媒体、广播电视发射传输等多种业务范围。旗下拥有9套广播频率、10套免费电视频道和3套数字付费电视频道。该台是中国华南地区最大的广播电视机构，亦入选“中国500最具价值品牌（传媒行业）”榜单（2019年排名140位）。

## 历史

### 广东电台

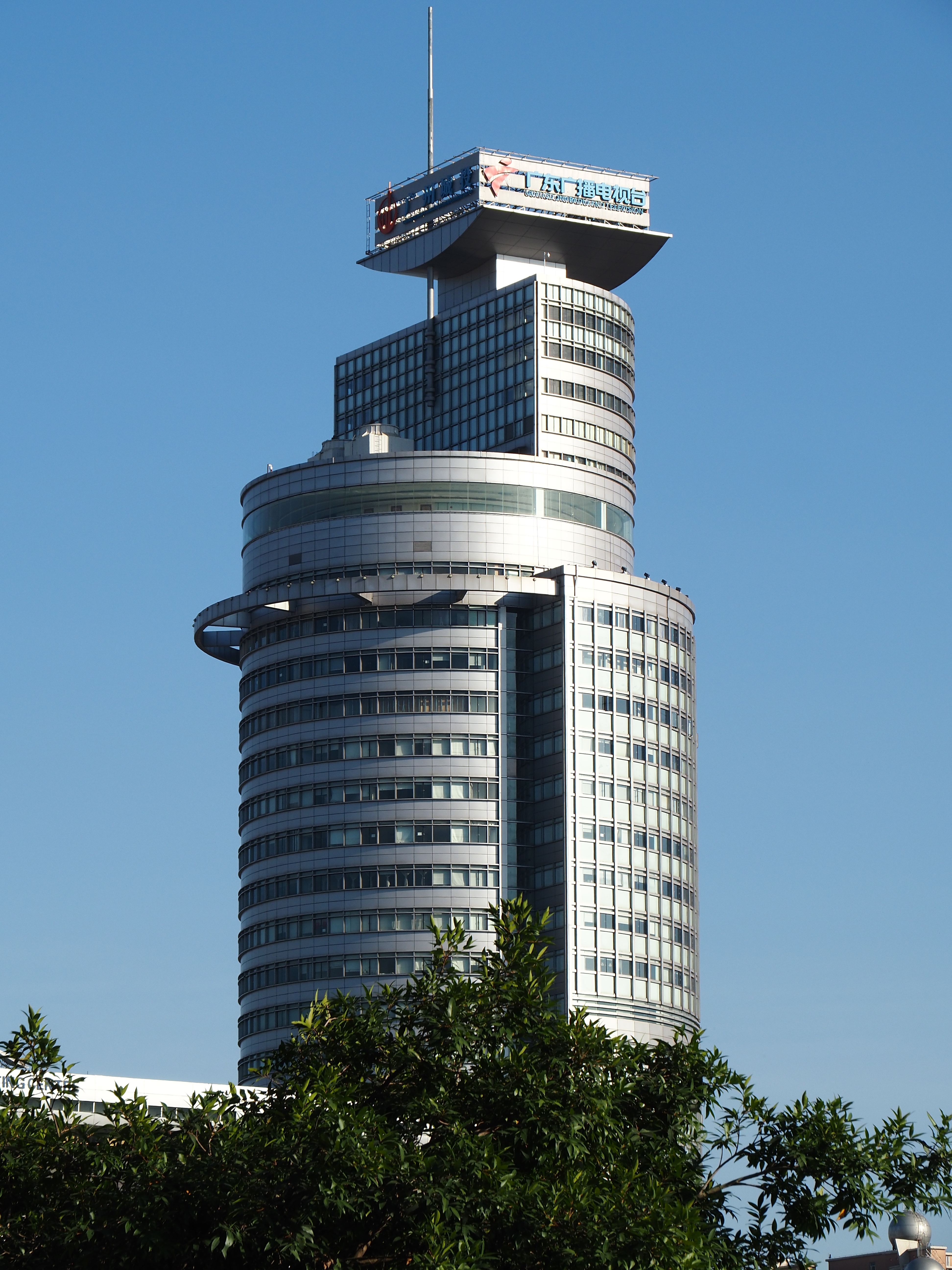
广东广播中心（广东广播电视台人民北院区）

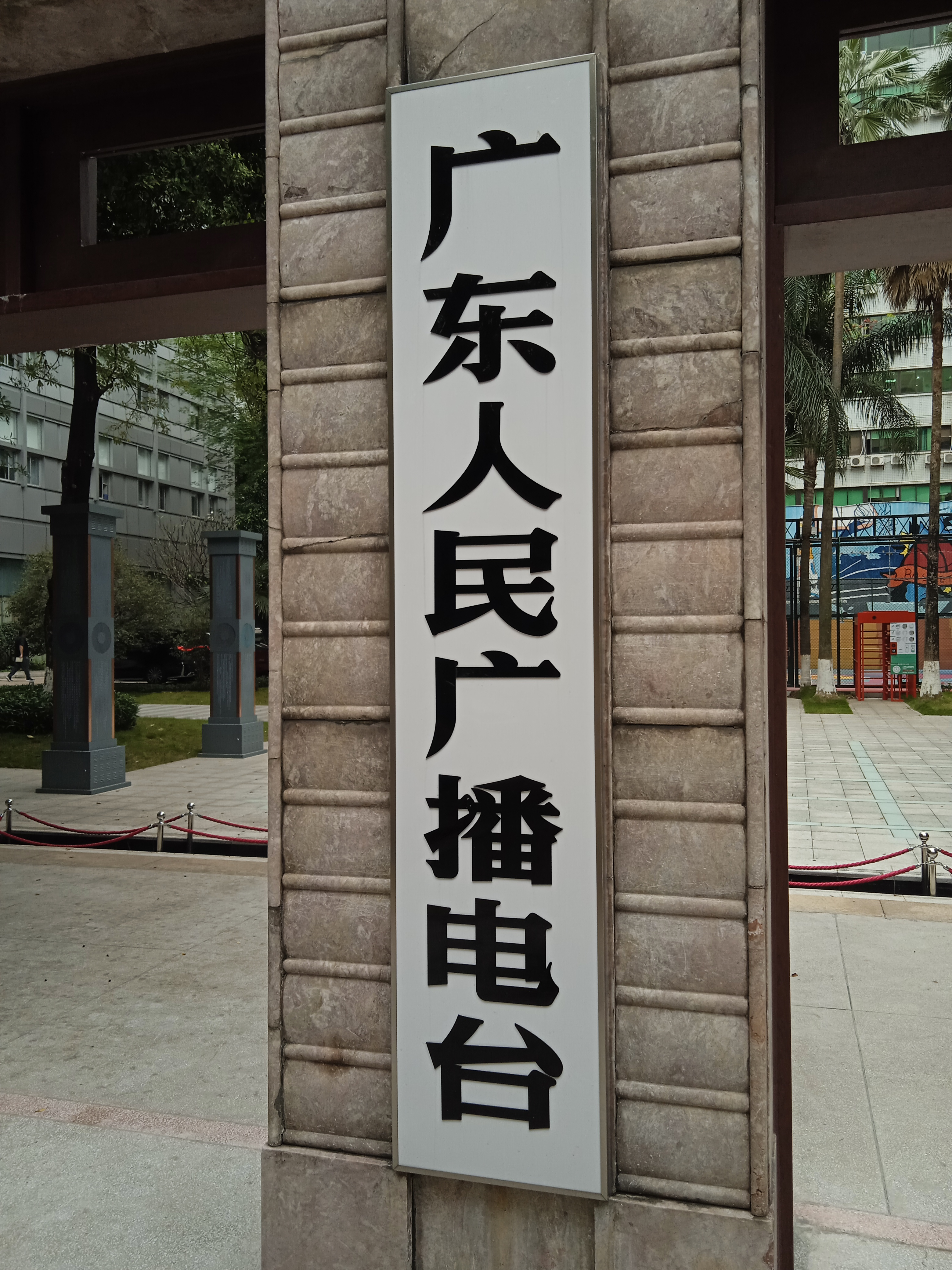
广东广播中心大楼悬挂的“广东人民广播电台”牌子

广东人民广播电台（简称广东电台）成立于1949年10月14日，是广东省唯一的省级电台，前身为国民政府时期的广州市播音台。电台每天自制节目137小时，共有9个频道以调频和中波覆盖全省，部分频道覆盖江西省、湖南省、广西壮族自治区、福建省、海南省部分地区和港澳特区等地。节目以粤语、普通话播出，曾经有部分节目以潮州话、客家话和海南话播音。广东人民广播电台也是世界广播网成员。
1929年5月6日，广东最早的无线电广播电台——广州市播音台正式播音。该台是当时全国的第十座电台，也是华南地区最大的电台。初期呼号为CMB（Canton Municiple Broadcasting），以粤语、国语和英语广播时事新闻、音乐节目。1934年3月，根据国民政府交通部的划一全国电台呼号的规定，呼号改为XGOK。1939年，广州市播音台北迁韶关，改名广东省广播电台，呼号XGOP，抗战胜利后回迁广州。1949年11月1日起，广州市播音台划交中央广播事业管理处专管，改名为“广州广播电台”。
1949年10月17日，广州市军管会文教接管委员会接管广州广播电台，成立“广州人民广播电台”，并于10月20日正式开台。开播时只有7位播音员，每天3次播音，共7小时30分钟。后于11月增加到10小时30分，其中7小时为自办节目，用普通话、广州话和潮州话播音；其余3小时30分钟转播北京新华广播电台的节目。12月23日，播音时间增加到14小时30分钟，增办了华南新闻和对职工、青年及儿童广播等多个自办节目，并增加了客家话播音。
1950年6月16日，增建了广东人民广播电台。当时省、市两台在广播对象及播出内容上各有侧重，内部属同一机构。
1959年，广东电台增加海南话播音。此时全台共用5种语言广播，并成为全国省级电台开办语种和节目套数最多的一个电台。
1959年9月25日，位于广州流花湖畔（人民北路686号）的广州广播大厦建成启用，广东、广州电台从沙面肇和路迁进新广播大楼播出和办公。
1961年3月，广州电台第三台改为主要播放教育节目，成为全省首个教育电台。截至1966年，省、市合办五套节目，其中广东电台第一台以普通话播音，第二台以广州话为主，兼用潮州话、客家话、海南话，广州电台第一台以广州话播音，第二台以普通话播音，第三台教育台，以英语讲座及广州广播电视大学专业讲座为主。
1979年1月3日，太平洋影音公司成立。由广东省广播电影电视局投资开办，后划归广东人民广播电台。
1979年，停办客家话、海南话广播节目。潮州话广播节目亦于1984年停播。
1980年6月，广东电台开始采用立体声录制文艺节目。12月29日，广东电台立体声台（广东电台第三台）正式播出，为中国内地第一家具有全套正规设备的立体声电台。
1984年9月3日，广东电台教育台（广东电台第四台）开播，是全国首个省级教育电台。
1985年3月起，广东电台进行系列台改革。1986年12月15日，由广东电台第二台改制的珠江经济广播电台正式开播，是中华人民共和国第一家经济广播电台。1989年11月15日，广东电台第一台改为广东电台新闻台。
1990年12月1日，广州市市属的广州人民广播电台开播，原省属的“广州人民广播电台”呼号取消。
1991年1月23日，广东电台第三台改为广东电台音乐台。1991年9月28日，广东电台文艺台正式开播。
1992年2月28日，广东电台英语台启播，为全国第一家省级英语台。
1993年4月28日，珠江股市台（股市广播前身）正式开播，是中国第一家采用SCA副讯道加密播出的证券专业电台。1993年7月30日，羊城交通广播电台开播。
1995年，广东电台对全台频率进行调整，集中资源于广东电台新闻台、珠江经济台两个综合台，将收听率不佳的广东电台文艺台改为城市之声，原文艺台空置频率改办健康之声，英语台、儿童台停播，组建成“广东电台教育培训中心”。城市之声、健康之声先后于1996年4月18、28日开播。
1996年7月8日，广东电台新闻台与广东电视岭南台一同上星，并改名为广东卫星广播（后又更名为新闻广播）。
1996年12月15日，建立廣東電台網站，是中國首家建立網站的廣播電台；珠江经济台成功进入互联网，成为内地第一家上网电台。
2006年4月11日，广东电台创办的两套数字付费电视：开心购物频道（南方购物前身）、邮轮旅游频道启播，为全国首家开办电视频道的广播电台。

### 广东电视台
廣東電視台（英語：Guangdong Television, GDTV）成立於1959年11月1日，是中国建台最早、發展最快、最具有影響力的省級主流媒體之一。
1958年4月，广州电视台开始筹建，当时在行政上隶属于广东电台，对内称广东电台电视部；翌年8月15日正式成立。初时台址位于广州市人民北路流花湖畔。1959年9月30日，广州电视台开始于DS-2頻道試播黑白電視節目，并于翌年7月1日正式啟播。
1974年12月26日，广州电视台建成彩电播出系统，并开始于DS-8頻道转播北京电视台（中央电视台前身）的彩色電視節目。1976年1月1日，第二頻道播出的黑白电视节目也改為彩色電視節目。
1979年1月1日，改呼號為「廣東電視台」。同年年底，广播大楼旁的新增加的电视大楼竣工。（在1990年广东电视台搬离后曾经由广东经济电视台和广东有线广播电视台使用，现仍部分存在）1981年7月，从广东电台脱离独立建制。1982年1月，播出首套自制电视剧《虾球传》。1983年8月，广东电视二台开始于DS-14频道试播，并于9月30日正式啟播。至1987年，廣東電視台為全國單套節目日播出時間最長、自製節目最多的省級電視台。
1988年2月14日，為與香港電視競爭，廣東電視台開始進行節目改革，广东电视一台改呼號为广东电视岭南台（现为广东卫视），面向全省，以普通話播音，廣東電視二台改呼號为广东电视珠江台（现为珠江频道），面向珠江三角洲，兼顧其他粵語地區，以粵語播音。
1990年，广东电视台迁至位于廣州环市东路新落成的广东电视中心。1996年7月8日，广东电视岭南台通过亚洲2号卫星上星播出，该频道更名为广东电视卫星台（即广东卫视）。2004年7月26日，广东电视台珠江频道海外版启播。2009年9月28日，广东卫视正式开始高标清同步播出，并取消了原先播出的粤语节目《外来媳妇本地郎》，成为纯普通话频道。2011年5月16日，广东电视台国际频道启播，为国内第一家以英文为主的省级国际频道。

### 南方电视台

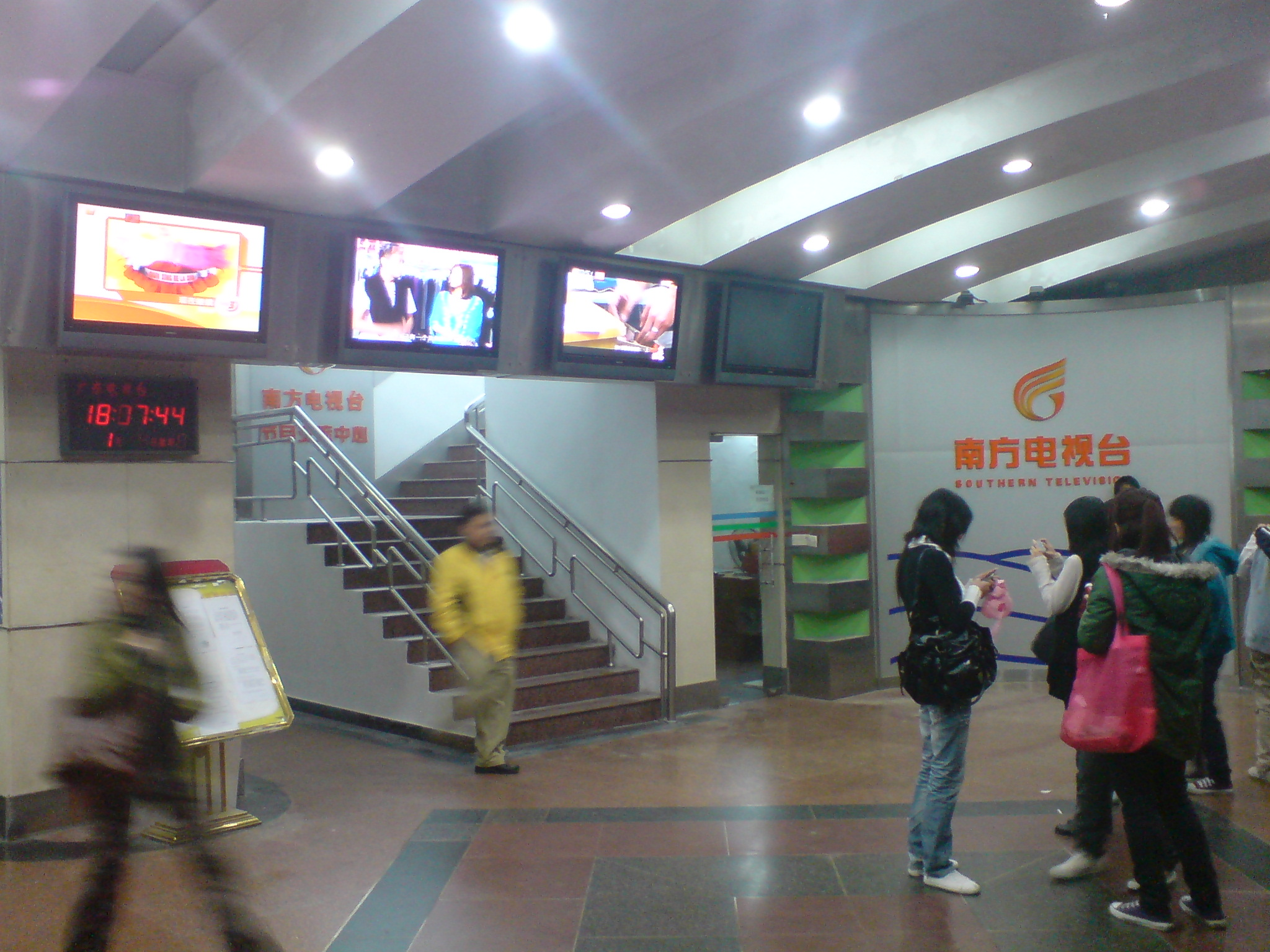
南方电视台在广东电视台演播厅大楼的主控中心

南方电视台（英語：Southern Television, TVS）由广东经济电视台（商台）和广东有线广播电视台重整而成（原广东有线的体育频道划给广东电视台，并接收后者的少儿节目制作资源）。在与原广东电视台合併後，南方台各頻道台徽仍保持不變。原南方電視台台址位于原广东电视台演播厅大楼内，与其仅一墙之隔（两个电视台都位于同一个职员生活大院内）。
1994年8月28日，广东有线广播电视台正式开播，其后陆续拥有六条自办电视频道和两套调频立体声广播音乐节目。
1994年12月22日，广东经济电视台启播，是全国首家商业电视媒体。其对外宣称办台宗旨为“服务经济、服务消费、服务大众”，实行“无国家拨款、无行政级别、独立核算、自主经营、自负盈亏”的体制，各级工作人员实行聘任制。
2001年7月1日，经过调整的广东有线广播电视台（原广东有线的体育频道划给广东电视台，并接收后者的少儿节目制作资源）与广东经济电视台重整為南方電視台，并于同年12月20日正式啟播。2004年7月28日，南方电视台都市频道（TVS-2）上星播出，呼号“南方电视台卫星频道”。
2005年12月8日，南方电视台科教频道（TVS-5）被整体移交至广东电视台，并改为广东新闻频道。原科教频道播出的科教类节目改由TVS-1播出，该频道亦更名为南方经济科教频道；而约一年后TVS-5的频道代号改由南方少儿频道（原TVS-6）使用（于2007年9月18日）。
2011年10月15日，与上海广播电视台合作开设天天购物频道，呼号“TVS东方购物”，开始在TVS东方购物频道和综艺频道播出购物节目。2016年解约，改名“南方购物”至今。

### 广东省广播电视技术中心
广东省广播电视技术中心经广东省委、省政府批准成立，管理着分布于全省各地的电视发射和转播台、调频广播发射和转播台、中波广播发射和转播台、广播电视卫星地球站、广播电视微波站。其主要任务是负责中央和省级广播电视节目在全省的发射、转播、传输与覆盖。

### 南方广播影视传媒集团
2004年1月18日，南方广播影视传媒集团（英語：Southern Media Corporation；简称「SMC」）掛牌成立。南方广播影视传媒集团是中國內地第一個「由省、市、縣廣播電視系統企事業單位聯合組成」的全省性事業集團。南方广播影视传媒集团是以省局所属企事业单位为基础组建集团母体，同时联合各地市级广播电视系统组成的。其包括广东人民广播电台、广东电视台、南方电视台、广东省广播电视技术中心、广东有线广播电视网络股份有限公司和全省除广州、深圳外的19个地级市和76个县级广播电视台。至此，广东省广播电视形成了南方广播影视传媒集团、广州市广播电视台和深圳广播电影电视集团三足鼎立的局面。

### 广东广播电视台
2013年12月25日，国家新闻出版广电总局批复了南方广播影视传媒集团《关于广东广播电视台组建方案》的报告。

广东广播电视台成立初期的形象标志，使用“GRT”字样

2014年4月，经中共广东省委、廣東省人民政府和国家新闻出版广电总局批准，原南方广播影视传媒集团、广东人民广播电台、广东电视台、南方电视台、广东省广播电视技术中心整合组建的广东广播电视台正式挂牌成立，同日广东南方广播影视传媒集团有限公司同时挂牌成立。整合后，广东南方广播影视传媒集团有限公司是台属企业集团公司和产业经营平台，广东省广播电视技术中心是台属事业单位。
2014年5月16日，广东广播电视台与广西电视台宣布成立合资公司共同运营广西电视台影视频道，将其打造成为粤语特色频道，为广西近3000万粤语观众提供视听服务，但该合作于2016年8月终止。
2016年，广东广播电视台开始启用新的采访话筒牌（在此之前原南方台的记者使用南方台话筒牌；原广东台的记者使用广东台话筒牌，并标有所在栏目的名称。两台合并后的头两年内亦是如此），下属所有电视频道的新闻节目亦开始使用统一的新闻资源。同年，广东经视和广东体育频道正式开始高标清同播。
2016年12月30日，广东广播电视台上線新聞移動應用触电新闻。
2017年11月27日，广东广播电视台以广东影视频道（原TVS-4）的名义开办广东省首个采用4K技术标准播出的电视试播频道。
2018年2月8日，广东广播电视台国际频道落地澳门，由澳广视透过澳门地面数码电视78频道转播。澳广视还利用该频道的副声道转播珠江经济台的节目。
2018年9月16日，因台风山竹对广东省造成重大影响，广东广播电视台在特别节目中首次安排属于原南方台的南方卫视和原广东台的广东卫视、珠江频道及新闻频道进行联播。当日15:00至23:00，除珠江频道照常播出粤语新闻《珠江新闻眼》和《今日关注》外，四条频道的其余时段均统一播出普通话的抗击台风特别报道系列节目（《直播广东》、《广东新闻联播》、《新闻联播》、《今日焦点》、《今日一线》和《晚间新闻》）。
2018年10月12日，珠江频道高清版本正式啟播，同日广东综艺频道改为4K版，原标清版（TVS-3）停播。
2019年4月19日，经济科教频道标清版改为16:9格式播出，高清版台标去除HD字样。
2020年12月28日，广东广播电视台大部分主力频道（广东卫视、珠江、体育、公共、新闻、嘉佳卡通、经济科教、南方卫视、影视、少儿频道）正式实现高、标清同播。
2021年，广东广播电视台实行部门化改革，其中六个广播频率已整合至三个部门（珠江经济台、音乐之声、羊城交通广播频率、城市之声、南方生活广播和文体广播），嘉佳卡通卫视、广东少儿频道、现代教育频道、广东广播电视台教育中心及任永全工作室整合至嘉佳少儿频道部门，电视新闻中心和广播新闻中心（广东新闻广播·广东应急广播）随后更名为电视融媒中心和广播融媒中心（广东新闻广播·广东应急广播）。

## 机构设置

### 职能部门
- 人力资源部
- 纪检监察审计部
- 财务部
- 党群工作部
- 法务部
- 投资管理部
- 离退休人员服务部
- 办公室
- 战略发展研究部
- 经营委员会办公室
- 广告管理中心
- 编辑委员会办公室
- 技术委员会办公室

### 业务部门
- 电视融媒中心
- 广播融媒中心[a]
- 对外传播中心[b]
- 电视播出部
- 广播制播部
- 北京节目中心（北京记者站）
- 港澳办事处（港澳记者站）
- 上海记者站
- 数字频道管理部
- 电视制作部

### 直属事业单位
- 广东卫视频道[c]
- 珠江频道[d]
- 体育频道[e]
- 民生频道[f]
- 新闻频道[g]
- 经济科教频道[h]
- 大湾区卫视频道
- 影视频道
- 4K超高清频道[i]
- 嘉佳少儿频道[j]
- 珠江经济广播频率（南方生活广播频率）
- 音乐之声广播频率（文体广播频率）
- 羊城交通广播频率（城市之声广播频率）
- 股市广播频率[k]
- 珠江之声广播频率

### 直属机构（独立核算）
- 广东网络广播电视台
- 广东广播电视台媒资与版权管理中心
- 广东广播电视台综合服务中心
- 广东广播电视台发展中心

### 直属企业单位
- 广东南方新媒体股份有限公司
- 广东触电传媒科技有限公司
- 广东金视资产经营管理有限公司
- 广东广视传媒有限公司
- 太平洋影音有限公司
- 广东金视文化生活服务有限公司
- 广东南方国际传媒广告有限公司
- 广东省珠江广播电视广告有限公司

## 服务

### 电视频道

#### 免费频道
| 頻道名稱       | 语言             | 广播格式                                              | 啟播時間 | 頻道口號          | 节目制作/编播机构 | 频道前身                                                                                                 | 備註 |
| 广东卫视       | 普通話           | 标清：576i 16:9 高清：1080i 16:9 4K超高清：2160i 16:9 | 标清版： 1960年7月1日（启播） 1996年7月8日（上星） 高清版：2009年9月28日 4K超高清版：2025年6月28日           | 美好生活倡导者    | 广东广播电视台电视融媒中心（新闻节目）/广东广播电视台广东卫视频道/广东卫视文化传播有限公司（综艺节目、纪录片及电视剧） | 广州电视台 广东电视台 广东电视一台 广东电视岭南台                                                        | 上星前曾播出潮州话、客家话等方言节目，上星后曾播出粤语节目《外来媳妇本地郎》，现已取消并成为纯普通话频道。 高、标清及4K超高清同播。                            |
| 珠江頻道       | 粵語             | 标清：576i 16:9 高清：1080i 16:9                      | 标清版：1983年9月30日 高清版：2018年10月12日                                                                 | 第一粤语电视频道  | 广东广播电视台电视融媒中心（新闻节目）/广东广播电视台珠江频道/广东南方粤语传媒有限公司（综艺节目、纪录片）             | 广东电视台14频道 广东电视二台 广东电视珠江台                                                             | 覆蓋廣東及周边地区，在廣東省內收視率調查中高居各頻道之首。 高、标清同播。                                                                                      |
| 體育頻道       | 普通話 粵語      | 标清：576i 16:9 高清：1080i 16:9                      | 标清版：1994年8月28日 高清版：2014年                                                                         | 精彩超越期待      | 广东广播电视台体育频道/广东金视体育有限公司                                                                            | 廣東有線電視台第2台文体頻道 廣東有線電視台第2台體育頻道                                                  | 为華南地區最大的體育專業頻道。 高、标清同播。 |
| 民生頻道       | 粵語 普通话      | 标清：576i 16:9 高清：1080i 16:9                      | 标清版：2002年7月1日 高清版：2020年9月7日 更名：2023年3月1日                                                 | 记录时代 服务民生 | 广东广播电视台民生频道/广东南方传媒新传播有限公司                                                                      | 广东电视台公共频道                                                                                       | 原广东公共频道 于2023年3月1日更名 主辦和插播節目的各級電視播出機構的共用頻道。 高、标清同播。                                                                  |
| 新聞頻道       | 普通话 粵語 英語 | 标清：576i 16:9 高清：1080i 16:9                      | 标清版： 1994年（广东有线第5台） 2001年12月20日（南方科教） 2005年12月8日（广东新闻） 高清版：2020年10月15日 | 新闻 无处不在     | 广东广播电视台新闻频道/广东金视国际传媒有限公司                                                                        | 廣東有線電視台第5台購物頻道 南方電視台科教生活頻道TVS-5                                                  | 广东唯一省级新闻频道。 高、标清同播。 |
| 嘉佳卡通卫视   | 普通話           | 标清：576i 16:9 高清：1080i 16:9                      | 标清版： 2006年9月16日（启播） 2009年11月27日（上星） 高清版：2020年10月15日                                 | 守护梦想 快乐成长 | 广东广播电视台嘉佳少儿频道/广东嘉佳卡通影视有限公司                                                                    | | 奥飞动漫于2010年取得该频道30年的经营权。 高、标清同播。 内部备案名为广东广播电视台嘉佳少儿频道                                                                 |
| 经濟科教频道   | 普通话           | 标清：576i 16:9 高清：1080i 16:9                      | 标清版：1994年12月22日 高清版：2014年                                                                        | 心之所向 无往不至 | 南方财经全媒体集团广东广播电视台经济科教频道/广东经视文化传媒有限公司                                                  | 广东经济电视台（商台） 南方电视台经济频道TVS-1                                                           | 隶属于南方财经全媒体集团 高、标清同播。 |
| 大湾区卫视     | 粤语 普通话      | 标清：576i 16:9 高清：1080i 16:9                      | 标清版： 1994年6月2日（启播） 2004年7月28日（上星） 高清版：2020年9月7日 更名：2022年7月29日                 | 活力湾区 文化中国 | 广东广播电视台电视融媒中心（新闻节目）/广东广播电视台大湾区卫视频道                                                    | 廣東有線電視台第4台都市頻道 南方电视台都市频道TVS-2 南方卫视                                             | 中国内地唯一粤语上星频道，以服务粤港澳大湾区观众；频道另设海外版服务海外粤语观众。 高、标清同播。                                                              |
| 影视频道       | 粤语 普通话      | 标清：576i 16:9 高清：1080i 16:9                      | 标清版：1994年8月28日 高清版：2020年9月7日                                                                   | 睇影视 叹生活     | 广东广播电视台影视频道                                                                                                 | 廣東有線電視台第1台影視頻道 南方电视台影视频道TVS-4 南方电视台影视娱乐频道TVS-4                          | 该频道为广东广播电视台首个使用红色新台标的地面频道。 深圳天威视讯不提供该频道。 高、标清同播。                                                                 |
| 少儿频道       | 普通话           | 标清：576i 16:9 高清：1080i 16:9                      | 标清版：1999年9月8日 高清版：2020年9月7日                                                                    | 陪我成长 伴你飞翔 | 广东广播电视台嘉佳少儿频道/广东广播电视教育开发有限公司                                                                | 廣東有線電視台第6台卡通頻道 南方电视台动漫频道 南方电视台少儿女性频道TVS-6 南方电视台少儿频道TVS-6→TVS-5 | 启播时为TVS-6，原TVS-5改为广东新闻频道后更名为TVS-5。 高、标清同播。 内部备案名为广东广播电视台嘉佳少儿频道                                                    |
| 4K超高清频道   | 普通话 粤语      | 2160i 16:9                                            | 2017年11月27日（广东影视4K） 2018年10月12日（广东综艺4K） 2023年2月21日（4K超高清频道）                      | 广东第一4K频道    | 广东广播电视台4K超高清频道/广东南方电视文化发展有限公司                                                                | 广东影视4K超高清试验频道 广东4K综艺频道                                                                  | 为全国首家省级4K频道，每日轮播4小时4K节目，但并未播出原标清版综艺频道的节目。 仅在广东省内支持4K的有线电视和IPTV提供。                                         |
| 广东国际美洲台 | 普通话 粤语      | 480i 16:9                                             | 2012年3月 | 影响·GDTV         | 广东广播电视台对外传播中心                                                                                             | | 在美国洛杉矶和圣巴巴拉落地，是中国大陆首家在境外免费电视平台落地播出的省级国际频道，会插入当地制作的广告。曾与国际频道和珠江频道境外版联播，现转播大湾区卫视。 |

#### 数字付费频道
| 頻道名稱     | 语言        | 啟播時間       | 頻道口號                   | 備註 |
| 南方购物频道 | 普通話 粵語 | 2011年10月15日 |                            | 原为广东电台下属数字频道，启播时为“开心购”、“天天购”。2011年10月15日与上海广播电视台联合打造“东方购物”广东版，2016年解约并自立门户，更名“南方购物频道”。 官方网站（页面存档备份，存于） |
| 嶺南戲曲頻道 | 粵語        | 2007年11月28日 | 传承岭南风韵，再奏戏曲华章 | 广东省内唯一的（省级）专业戏曲频道。该频道节目编排上以粤剧、潮剧、汉剧为主，同时还穿插播出介绍广东其他剧种：雷剧、山歌剧、采茶戏等。 新浪微博（页面存档备份，存于） 與珠江頻道一起管理  |

#### 网络播出频道
- GRTN文化频道：由广东广播电视台下属网络广播电视播出机构广东网络广播电视台管理运营、广州当代教育产业研究院经营的网络电视频道，轮播曾于广东台旗下频道播出的文化、教育、生活、纪实类节目，于2019年12月1日开播。[12]
- 高爾夫頻道：由广东电视台与广东白马集团合作开办的中国首家以高尔夫运动为主的付费电视频道。2006年1月1日开播。2021年3月31日23时起转为网络播出 (僅手機版app，而高尔夫频道的节目讯号直至2021年4月15日15时30分45秒才正式断讯)。

#### 已停播频道
| 頻道名稱                  | 啟播時間       | 停播時間       | 備註 |
| 图文频道                  | 1999年         |                | 启播时为廣東有線電視台第7台电影頻道，为加密频道，2001年随南方电视台开播更名为南方图文频道（TVS-7），停播时间不明。 |
| 歐洲足球頻道              | 2005年10月10日 | 2017年3月2日   | 于2005年10月10日开播，为中国首家欧洲足球赛事频道。启播时由上海天盛数字电视发展有限公司负责市场运营；但该频道及其代理商收费价格高昂，导致订户率低、覆盖缩水，2010年广东电视台与天盛解约并自主运营。后因该频道播出专业节目比例不足，国家新闻出版广电总局决定撤销该频道，该台自2017年3月2日起停止播出。 |
| 会展频道                  | 2009年初       | 2018年5月27日  | 启播时为会展频道，2012年6月更名为汽车会展频道并增加汽车有关的节目，后又恢复原名称。2018年5月27日起停播。 |
| 广东体育频道（重庆版）    | 2006年         | 2012年2月25日  | 2006年，广东电视台体育频道于重庆异地播出，并与重庆广播电视集团旗下的重庆电视台时尚频道实现交换落地，两频道均在对应异地开播当地专门的版本。广东体育频道（重庆版）使用普通话播音，由重庆广播电视集团代理播送，而重庆时尚频道（广东版）亦由广东电视台合作代理。因国家新闻出版广电总局政策规定未经允许不得跨地域传送频道，广东电视台和重庆广播电视集团被当局要求解除合约，两条频道于2012年2月25日停止播映。 |
| 重庆时尚频道（广东版）    | 2006年         | 2012年2月25日  | 2006年，广东电视台体育频道于重庆异地播出，并与重庆广播电视集团旗下的重庆电视台时尚频道实现交换落地，两频道均在对应异地开播当地专门的版本。广东体育频道（重庆版）使用普通话播音，由重庆广播电视集团代理播送，而重庆时尚频道（广东版）亦由广东电视台合作代理。因国家新闻出版广电总局政策规定未经允许不得跨地域传送频道，广东电视台和重庆广播电视集团被当局要求解除合约，两条频道于2012年2月25日停止播映。 |
| 广东综艺（TVS-3）标清频道 | 1994年12月1日  | 2018年10月12日 | 于1994年12月1日开播，启播时为廣東有線電視台第3台信息頻道，2001年随南方电视台开播更名为南方综艺频道（TVS-3），2014年随广东广播电视台成立更名为广东综艺频道。播放粤语综艺节目及电视剧，2016年起大部分时段与南方购物频道联播。后该频道改为4K播出，标清版于2018年10月12日停播。 |
| 快乐宠物頻道              | 2005年9月20日  | 2019年8月      | 2005年9月20日开播，由北京万鼎影视传媒有限公司负责营运的全国性数字频道，以养宠资讯、宠物圈最新动向为频道内容。2019年8月停播。 |
| 邮轮旅游頻道              | 2005年6月      | 2019年8月      | 2005年6月开播，原属广东电台下设数字频道，并由广州银视旅游文化传媒公司专业化运作。以邮轮旅游节目为特色，以全面旅游服务为内容，以直销式旅游广告杂志为骨架的资讯性、服务性、权威性的专业旅游频道，凸显旅游频道“邮轮特色频道”。2019年8月停播。 |
| 英語輔導頻道              | 2005年10月10日 | 2020年7月1日   | 2005年10月10日开播，由广电总局与广东电视台联合主办、广东蓝鸽科技集团负责运营和管理的国家级（全国性）外语学习付费频道。此頻道於2020年6月29日下星，次月1日终止广播（但其後曾改為不斷播放PM5544及廣東省內城市宣傳廣告，直至7月月底才正式中斷訊號）。 |
| 房產頻道                  | 2007年2月9日   | 2023年4月27日  | 2007年2月9日落地深圳天威有线，2008年5月正式开播，由广东电视台與广州电视台两台合办，是广东省内唯一一家以房产家居为主要内容的（省级）专业电视频道，着重报道当地房地产、二手房、以及相关产业市场行情，2023年4月27日停播。 |
| 珠江电影频道              | 2008年12月30日 | 2020年8月15日  | 2008年12月30日开播，是珠江電影集團开办頻道，机构备案挂靠广东广播电视台。2020年8月15日停播。 |
| 珠江頻道（境外版/香港版） | 2004年7月26日  | 2022年7月29日  | 2004年7月26日开播。除播出珠江频道节目外，还会播出台内其他频道及省内其他地市电视台的节目。国际频道启播后，该频道改为只在香港播出。2022年7月29日大湾区卫视启播后，香港方面改为转播大湾区卫视。 |
| 国际频道                  |                |                | 启播时为中国大陆首个以英语为主的国际频道。中途曾改为以播出台内及省内的普通话节目为主，现时亦播放粤语节目，现时改为转播大湾区卫视（海外版）。 |
| 现代教育頻道              | 2005年6月      | 2025年         | 原名快乐益智频道，由广东真人秀传媒有限公司负责营运的全国性数字频道。2010年5月8日至2012年2月28日期间停播。 2012年2月28日后由广东快乐益智传媒（由南方影视传媒控股有限公司、南方出版传媒股份有限公司和兆丰恒业股权投资有限公司共同组建）、广州益考文化活动策划有限公司联合负责营运，节目以教育为主。 2025年後，頻道從廣東台節目官網下線，頻道官方網站http://www.gdetv.net/下線。                           |

### 广播频率
除透過大氣電波外，廣東廣播電視台所有廣播電台均可在中星6D上接收。

#### 现有频率
| 頻道名稱                  | 语言        | 频道频率 | 啟播時間                                                     | 頻道口號                                     | 频道前身                                                          | 備註                                                                                     |
| 新闻广播 （广东应急广播） | 普通話      | 调频（FM） 广州、佛山、东莞：91.4MHz 深圳、香港、澳门、台山：91.8MHz 清远：90.7MHz 珠海：99.9MHz 阳江：93.2MHz 潮州：91.0MHz 揭阳：89.5MHz 茂名：94.0MHz 梅州：92.8MHz 肇庆：97.7MHz 河源：96.4MHz 从化：99.8MHz 云浮：107.3MHz 惠州：98.5MHz 汕尾：100.4MHz 韶关：92.1MHz 江门：104.2MHz 湛江：100.3MHz 调幅（AM） 广州：648kHz 珠江口：1206kHz 粤东：828kHz 粤北：1017kHz | 启播：1949年10月20日 更名：1989年11月15日 上星：1996年7月8日 | 有影响力的声音 衝在第一線 守在你身邊         | 广东电台第一台 广东电台新闻台 广东卫星广播                        | 与广播融媒中心合并管理 2019年7月11日加挂“广东应急广播”，成为全省应急管理信息广播首发平台 |
| 珠江经济台                | 粤语 普通话 | 广州：FM97.4，AM1062 珠江口：FM103.0，AM1062 珠海：FM103.8 粤西：FM92.0，AM801 粤东：FM92.4、105.0 | 启播：1960年5月1日 更名：1986年12月15日                      | 中國經濟廣播第一台                           | 广东电台第二台 珠江经济广播电台                                   | 与南方生活广播合并管理                                                                   |
| 音乐之声                  | 粤语 普通话 | 广州：FM99.3 珠江口：FM93.9，AM1008 粵東：FM96.8，AM1008 粤西：FM99.3，AM1422 粤北：FM102.3 | 启播：1980年12月29日 更名：1991年1月23日                     | 我最爱的电台 音乐不停 快乐相随 AI音乐 只爱你 | 广东电台立体声台 广东电台音乐台                                   | 与文体广播合并管理                                                                       |
| 城市之声                  | 粤语 普通话 | 广州：FM103.6 粤西：FM92.6 | 启播：1996年4月18日                                          | 天际传情 永远动听                            | 广东电台文艺台                                                    | 与交通之声合并管理                                                                       |
| 南方生活广播              | 粤语        | 广州：FM93.6，AM999 | 启播：1996年4月28日 更名：2005年9月26日                      |                                              | 广东电台健康之声                                                  | 与珠江经济台合并管理                                                                     |
| 交通之声                  | 粤语 普通话 | 广州、粵西：FM105.2 | 启播：1993年7月30日                                          | 1052 一定满意                                | 羊城交通广播电台 羊城交通台                                       | 与城市之声合并管理                                                                       |
| 股市广播                  | 粤语 普通话 | 广州：FM95.3 | 启播：1993年4月28日                                          |                                              | 珠江经济二台 广东电台珠江股市台 广东电台财经广播 財經927（AM927） | 隶属于南方财经全媒体集团                                                                 |
| 文体广播                  | 粤语 普通话 | 广州：FM107.7，AM612 江门：FM107.7 东莞：FM102 | 启播：1984年9月3日 更名：2004年8月9日                        | 文化引領 體育最強                            | 广东电台教育台 广东电台教育之声 架勢1077 聲色傳播FM107.7          | 与音乐之声合并管理                                                                       |
| 珠江之声                  | 粤语 普通话 | 深圳：FM105.7 | 启播：2004年8月20日 更名：2022年7月29日                      | 声动大湾区                                   | 珠江经济广播电台流行1057 广东电台南粤之声（深圳优悦广播）         | 面向港澳地区（粤港澳大湾区）听众广播。曾与凤凰卫视集团合作，称深圳优悦广播。             |

注：广东省志 （页面存档备份，存于）、广州市志、广东电台简史对广东台及旧广州台各频道的启播历史、频道呼号等论述有较多矛盾的地方，故“启播时间”及“频道前身”栏的内容仅供参考。

#### 停播频率
| 頻道名稱                    | 啟播時間       | 停播時間 | 備註                                                                                            |
| 广州电台工商台              | 1951年3月3日   |          | 于1951年3月3日开播，广播内容包括宣传财政政策、解释工商法令。开办一年后停播。                    |
| 广东电台文艺台              | 1991年9月28日  |          | 于1991年9月28日开播，因收听率不佳，于1996年转型为新频率城市之声，原频率由新开办的健康之声使用。 |
| 广东电台英语台              | 1992年2月28日  | 1996年   | 于1992年2月28日开播，为全国首家省级英语电台。1996年停播。                                       |
| 广东电台儿童台              | 1994年10月8日  | 1996年   | 于1994年10月8日开播，利用FM103.6的副讯道开办。1996年停播。                                      |
| 广东电台数字广播            | 2008年12月18日 |          | 于2008年12月18日开播。含有DAB交通频道、DAB音乐频道、DAB财经频道、DAB-HIFI频道、DAB故事频道等。  |
| 广东青少年网络电台 YoungD網 | 2007年4月27日  | 2017年   | 僅限youngd.cn網上廣播，網站2017年下線。                                                         |

## 台标
广东电视台与南方电视台整合为广东广播电视台初期，旗下各电视频道共使用新红色“广”字、橙黑双色双线“TVS”三种台标，其中，广东卫视、4K综艺4K频道和影视频道三条频道使用新红色台标；珠江频道、体育频道、公共频道、新闻频道、国际频道使用原三色台标，但台标右下角字体有所不同；经济科教频道、南方卫视和广东少儿频道则使用原TVS台标，嘉佳卡通卫视使用独立的笑脸台标。2019年12月13日起，广东广播电视台各频道统一使用新广字图形台标。

### 早期台标
广东电视台的第一个台标启用於1980年10月1日，主图案为紅色木棉花上升起的廣東電視塔。

### 旧“广”字图形台标（1994年-2019年）

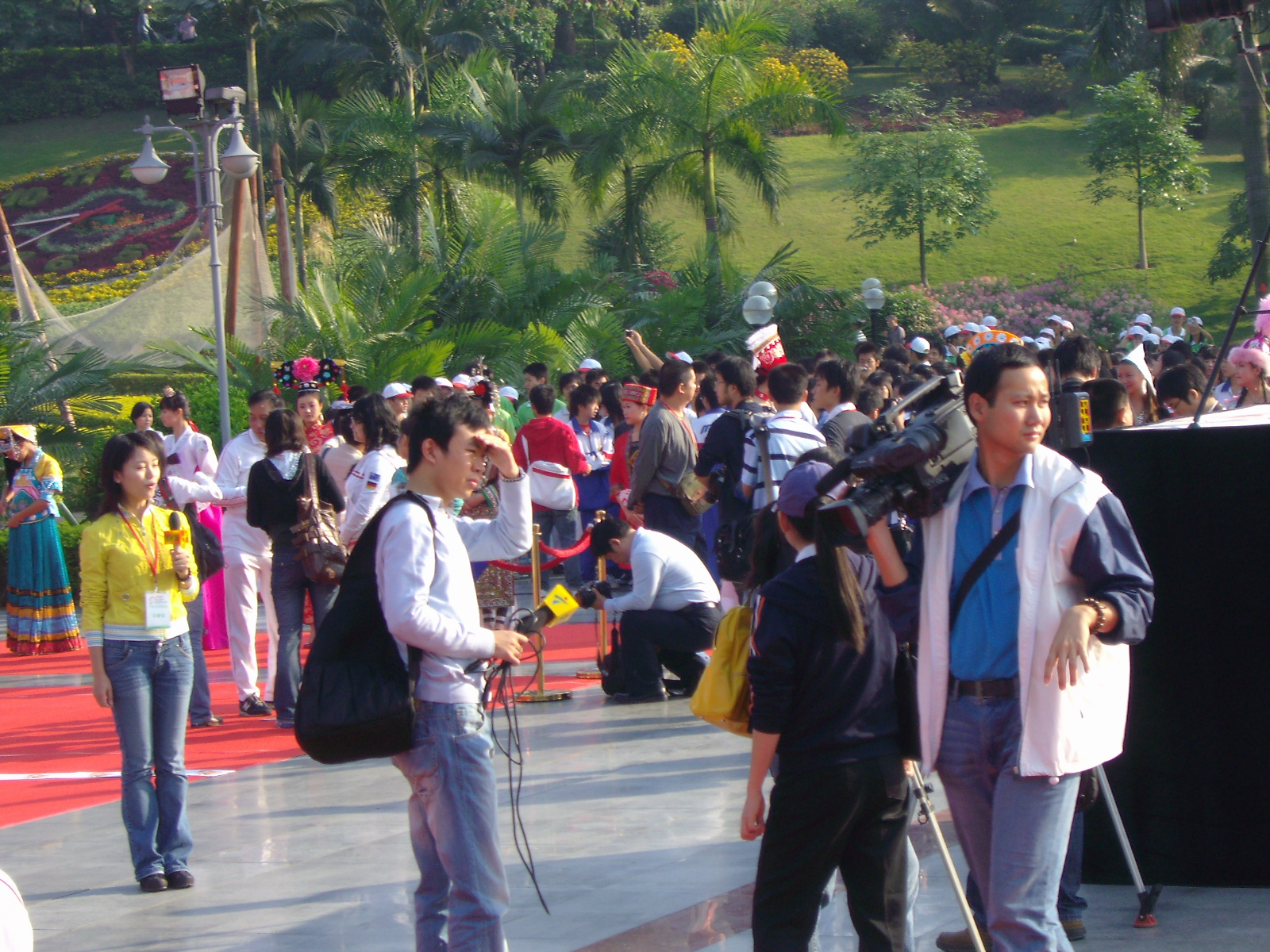
2007年全国少数民族运动会现场，广东电视台记者手举带有旧“广”字图形台标的话筒，南方电视台记者手举带有正体橙黑双色双线“TVS”台标的话筒

1994年5月，廣東電視台向全國徵集新台標，9月16日，經過評委和全台員工投票，武漢藝森裝璜設計事務所劉橋順設計的三原色“广”字台标在近六千份應徵作品中脫穎而出，被確定為最終的新台標。新台标上方为一个红色的圆形，中间一个绿色横向的毛笔笔触，下方则是一个蓝色向上剔的毛笔笔触，从而构成一个三色的「广」字（即“廣”的简体字，代表「广东」），从而概括性地体现了广东电视台的含义。电视台声称，台标的形态也很契合广东省的地理版圖，具有积极向上的象征意义：红色的圆圈象征太阳、中间的绿色笔触象征陆地、而下面的蓝色象征大海，合在一起寓意“梦想升起的地方”。
1994-1996年間，台標樣式仿照當時的亞洲電視本港台，在三原色“广”字台标下方用雙橫線包圍“岭南台”“珠江台”文字。
1996年，廣東衛視上星播出后，廣東衛視台標在原台標基礎上加上金色衛星軌道（代表频道上星播出），並在下方標註“广东卫视”文字。1997年，台標亮化，並增加動態效果。
2002年，廣東衛視台標下方文字改為“广东”，珠江頻道台標下方文字改為“珠江”。珠江頻道于2005年再次对台标进行微调。
2004年，為配合廣東衛視“財富”主題改版，廣東衛視轉為金色，並去掉文字標識。2007年，台標下方添加金色文字標識“广东卫视”。
2006年，新闻频道弃用原广东有线广播电视台台标，改用广字图形台标，台标右侧标注。
2009年9月28日，廣東衛視台標改為紅色“广”字台標，“广东卫视”文字改為台標右側顯示。同年，新闻频道台标右侧标注字样也改为“新闻”。
2011年，国际频道开播，台标右侧标注。
2013年11月1日，廣東電視台旗下地面公共頻道（含国际频道）台標進行微調，統一將台標文字從台標下方改為台標右側顯示，国际频道台标右侧标注字样临时改为“国际”。2014年恢复原状。
2017年11月底，广东广播电视台在广东IPTV开播一条4K超高清试播频道。该频道旧广字图形台标，在台标底下加上“影视”字样。
2018年10月12日，因珠江频道高清版开播，珠江频道再次对台標進行微調。

### 原南方电视台系列台标（2001年-2019年12月12日）

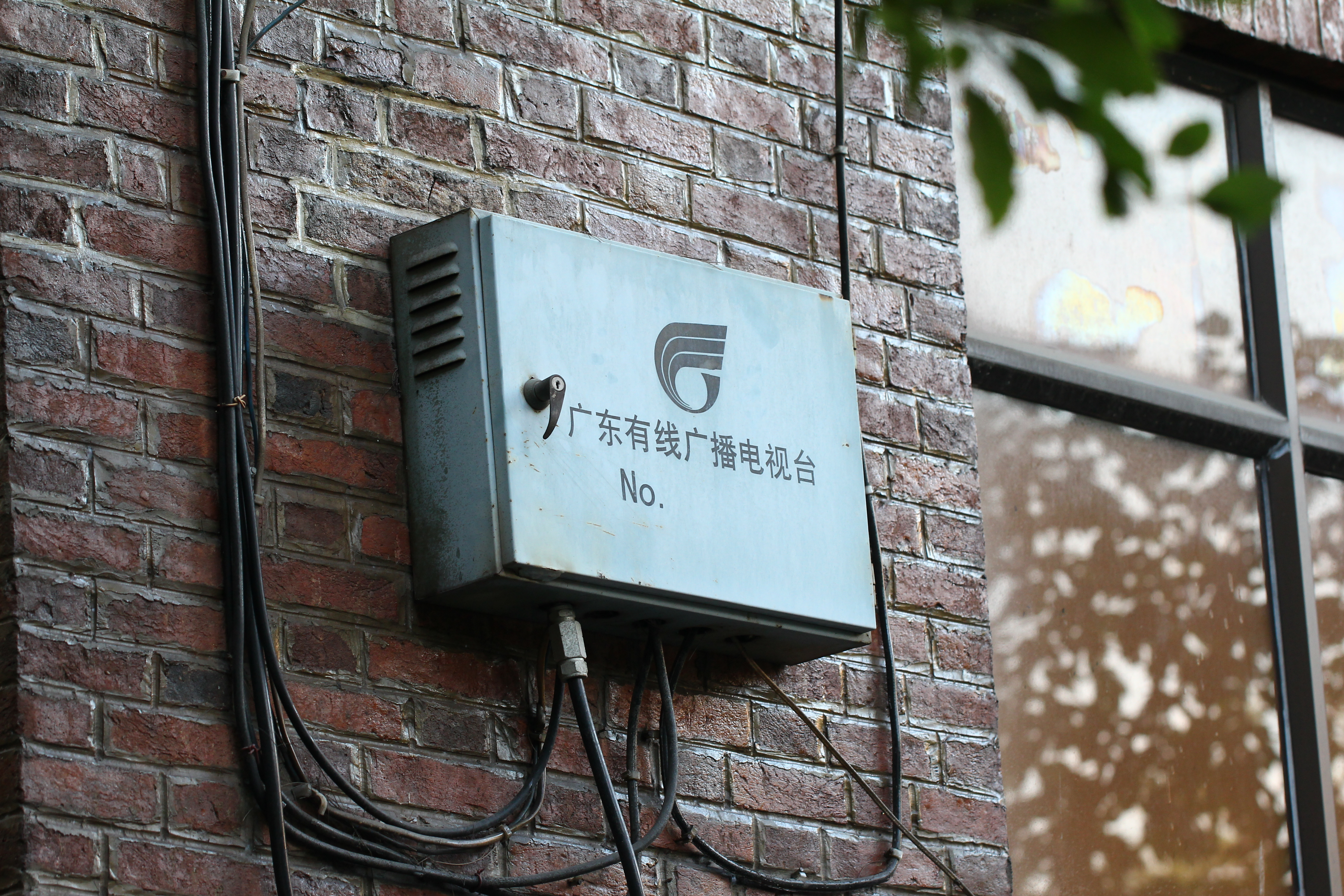
原廣東有線廣播電視台在有线电视线箱（现广东广电网络）使用的台标

原南方电视台成立初期使用原广东有线广播电视台台标，其后台标改为使用正体橙黑双色双线（在电视上使用的台标颜色为橙白两色）“TVS”台标，之后又改为斜体。在电视屏幕上使用的台标下方标注的字样为“南方XX”。2014年与广东电视台整合为广东广播电视台后，原南方电视台所属频道仍沿用原先的橙黑双色双线“TVS”台标，惟下方标注的字样改为“广东XX”（例如南方经济科教更名为广东经济科教，南方卫视更名为广东南方卫视）。
2017年12月23日，广东影视频道台标改为新广字图形台标，原TVS-4台标正式停用。

### 新“广”字图形台标（2016年至今）
新“广”字图形台标为广东广播电视台现行台标，在原三色“广”字台标进行优化，将“广”字的一点改为橫向的毛筆筆觸，并整体改为红色，形似飛躍向前上的“人”形形象，显得更加立體輕盈。根据官方介绍，新台标的红色寓意“中国红”（也可以指广州市花木棉花的红色），蕴含“奔放、激情、斗志的势能”，彰显广东广播电视人“永不褪色的中国心和续写辉煌的奋斗精神”。
2016年1月1日，廣東衛視率先啟用新广字图形台标，并带有动态效果。翌日，广东广播电视台开始启用以新广字图形台标设计的新版采访话筒牌，取代原南方台话筒牌和广东台话筒牌。之后广东影视频道和新开播的广东综艺4K频道亦开始使用新广字图形台标。
2019年12月13日，广东广播电视台全線统一改用與廣東衛視台標樣式相同的红色“广”字台标，三原色“广”字台标、原南方电视台“TVS”台标以及嘉佳卡通卫视（笑脸台标）等各電視频道、廣播頻率的独立台标同日停止使用。

## 播送

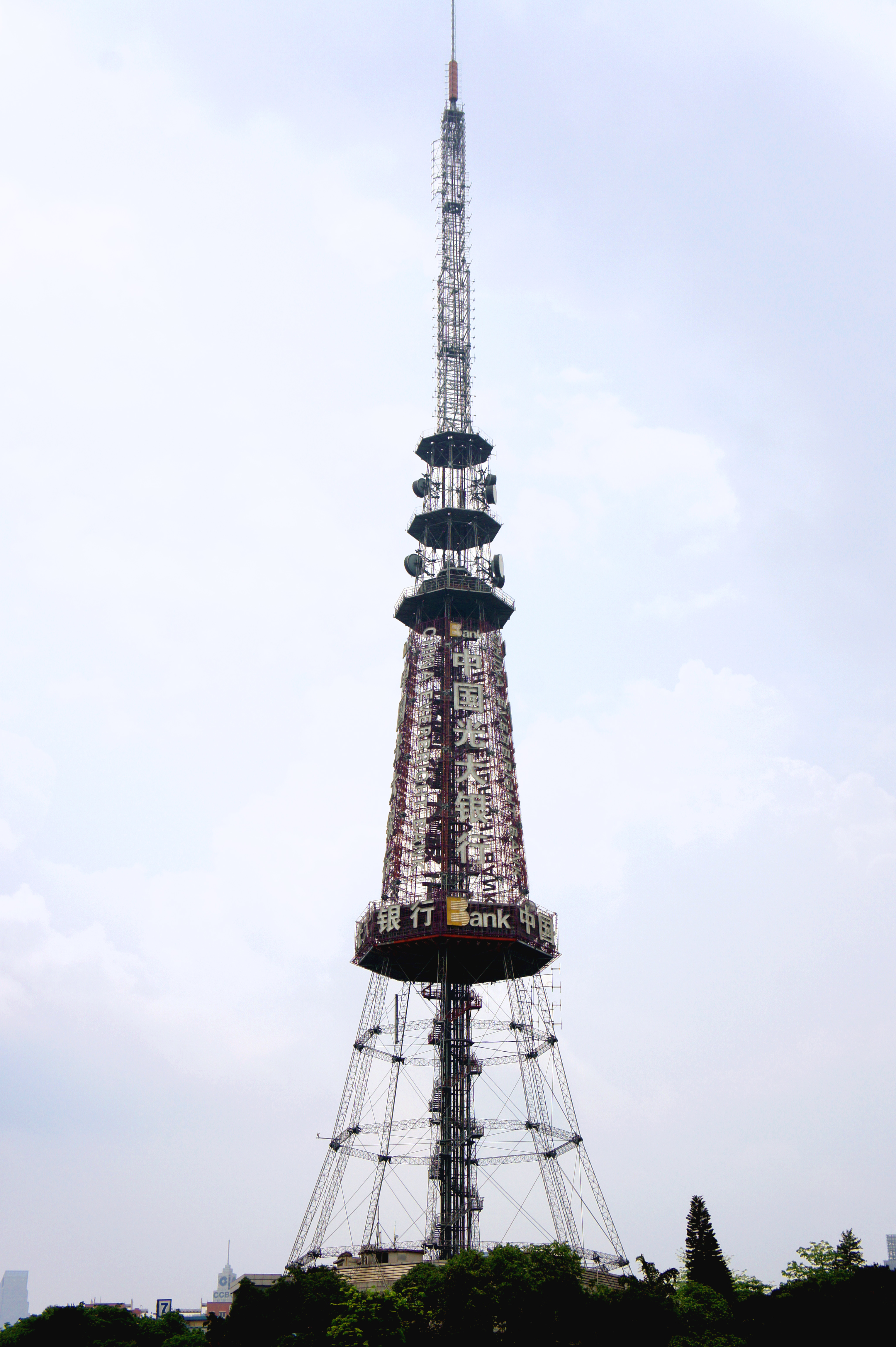
位于广州市的广东电视塔

### 收視
2017年度，广东广播电视台旗下频道电视收视在广东城乡、城域和广州三区域整体份额超过中国中央电视台、其他省级卫视组、广州广播电视台、境外频道（翡翠台）等频道组，在广东城乡整体份额为36.33%，广东城域整体份额为29.11%，广州城区整体份额为34.1%。珠江频道自2010年起成为广东及广州地区收视率最高的电视频道，影视频道、南方卫视排行收视前五。

### 语言
在廣東珠三角地區，1988年因考慮到鄰近港澳，要與香港電視節目競爭，加強政治宣传，中华人民共和国广播电影电视部批准廣州電視台和廣東電視珠江台使用粵語廣州話。1997年以前，广东电视作为省級電視台，除珠江台使用粤语播音外，当时的“岭南台”有部分时间段采用广东其它地区方言，如潮州话、梅县客家话配音，这样的安排却引起不同口音的客家话使用者及和潮州话同为闽语的雷州话、海南话甚至同为粤语但与广州话差距较大的阳江话、四邑话使用者的不满，当地许多观众经常写信给省台要求增加上述方言播音，省台为避免引起更多不必要的纷争，除普通话及粤语外的其他方言节目一并取消，但允许省内各县、市级电台、电视台使用当地方言播音。

## 争议

### 广东广播电视台原台长张惠建被查
2024年5月14日，广东广播电视台原党委书记、台长张惠建涉嫌严重违纪违法，目前正接受广东省纪委监委纪律审查和监察调查。